# Schronisko na Chomiaku

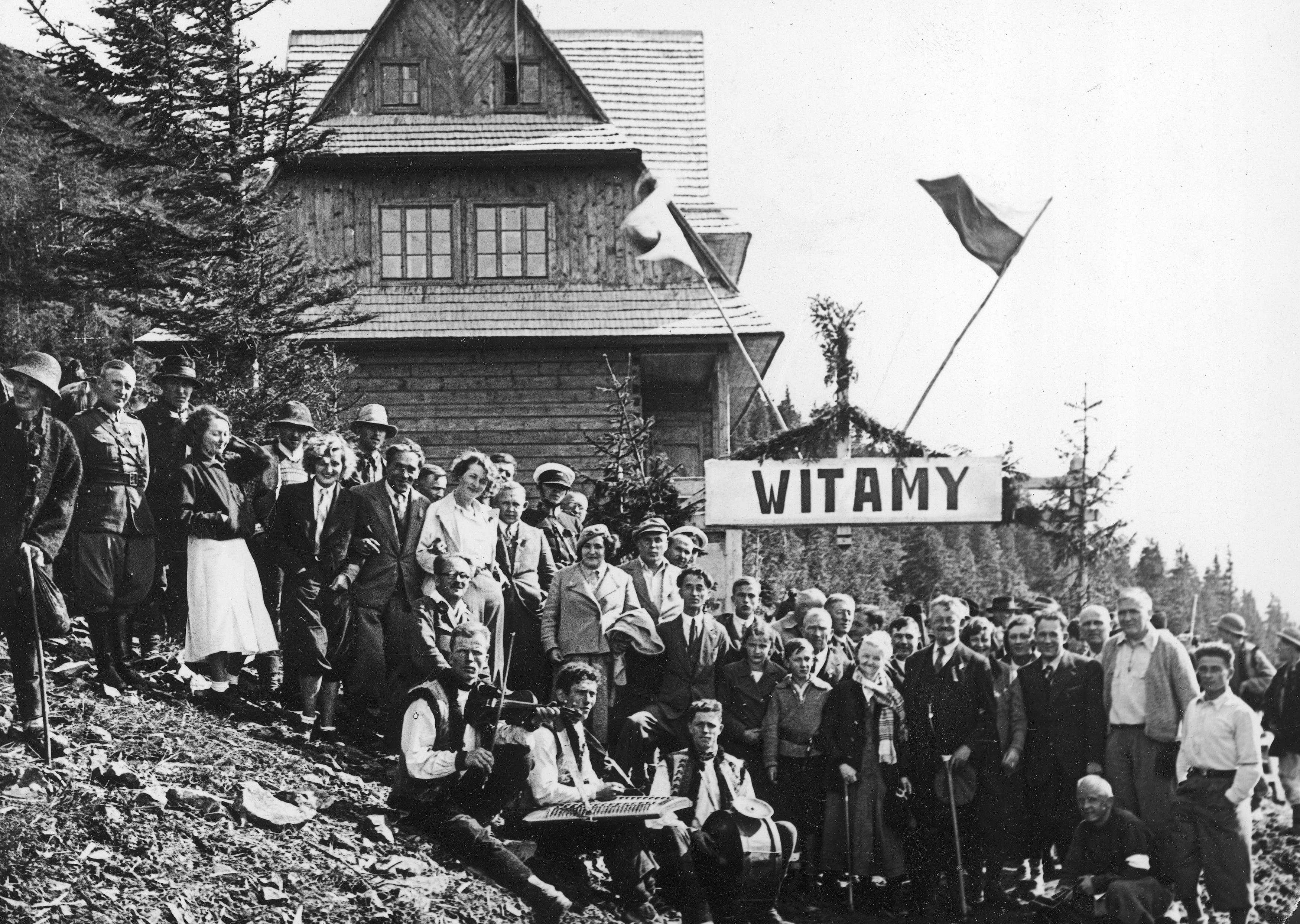
Schronisko podczas otwarcia (1934)

Schronisko PTT im. dra Mieczysława Orłowicza na Chomiaku (także Schronisko pod Chomiakiem) – nieistniejące schronisko turystyczne, położone poniżej szczytu Chomiaka (Połonina Barania) w Gorganach na wys. ok. 1400 m n.p.m.

## Historia
Pierwsze plany budowy schroniska w tym miejscu pojawiły się w 1934 roku[wymaga weryfikacji?]. Ostatecznie obiekt powstał w latach 1933–1934 roku przez Oddział Stanisławowski Polskiego Towarzystwa Tatrzańskiego.
Poświęcenie i otwarcie obiektu odbyło się 6 lipca 1934 r., a w uroczystości uczestniczyło około 300 osób, w tym płk. Tadeusz Zieleniecki (dyrektor WIG-u), Henryk Gąsiorowski (fotografik i autor przewodników góskich), Mieczysław Orłowicz (popularyzator turystyki wschodniobeskidzkiej), przedstawiciele licznych oddziałów PTT oraz członkowie AKT ze Lwowa. Imię Orłowicza (który aktywnie uczestniczył w budowie) schronisko otrzymało z inicjatywy pierwszego kierownika obiektu, Ferdynanda Drabika. Obiekt posiadał 25 łóżek, a maksymalnie mógł pomieścić 60 osób. W 1936 roku został wyposażony w linię telefoniczną.
Do dziś przetrwały słabo widoczne ślady podmurówki obiektu.
Zarządcami schroniska byli:
- do lata 1936 – Ferdynand Drabik,
- lato 1936 – Tadeusz Forgelman
- od 1 września 1936 – Roman Majewski.

## Szlaki turystyczne (1935)
- na Syniak (1664 m n.p.m.).